# Crno (żupania primorsko-gorska)
Crno – wieś w Chorwacji, w żupanii primorsko-gorskiej, w mieście Novi Vinodolski. W 2011 roku liczyła 1 mieszkańca.